# Lee Strobel
Lee Strobel (Arlington Heights, 25 gennaio 1952) è un giornalista e saggista statunitense.

## Biografia
Strobel ha conseguito il bachelor in giornalismo all'Università del Missouri nel 1974 e il master in legge nel 1979 alla Yale Law School. Per 14 anni ha svolto l'attività di giornalista professionista al Chicago Tribune e in altri giornali. Originariamente ateo, in seguito alla conversione di sua moglie Leslie al cristianesimo ha cominciato ad approfondire le affermazioni bibliche su Gesù e dopo un’inchiesta durata quasi due anni si è convertito al cristianesimo nel 1981. Nel 1987 ha lasciato il giornalismo e si è unito alla Willow Creek Community Church, una megachiesa evangelica di South Barrington; in seguito è diventato pastore insegnante della comunità. Nel 1993 ha pubblicato il suo primo libro religioso intitolato Inside the Mind of Unchurched Harry and Mary, che tratta delle difficoltà di credere a diversi aspetti della fede cristiana; l'anno successivo il libro ha vinto il Christian Book Award. Nel 1998 Strobel ha pubblicato il libro su Gesù intitolato The Case for Christ, che ha avuto successo. Nel 2000 si è trasferito come pastore insegnante nella Saddleback Valley Community Church di Lake Forest. Nel 2002 ha lasciato l'attività di pastore per dedicarsi a tempo pieno alla scrittura e alla divulgazione della fede cristiana, pur continuando di tanto in tanto a tenere discorsi nelle chiese. Nel 2004 e nel 2005 ha condotto il programma televisivo Faith Under Fire. Nel 2007 ha ricevuto il dottorato ad honorem dal Southern Evangelical Seminary di Matthews per la sua attività nel campo dell'apologetica cristiana.
Strobel ha scritto più di venti libri ed ha partecipato a numerosi programmi radiofonici e televisivi. Dalla moglie Leslie ha avuto due figli.

## Libri
- Reckless Homicide? Ford's Pinto Trial (1980)
- Inside the Mind of Unchurched Harry and Mary (1993)
- What Jesus Would Say (1994)
- God's Outrageous Claims (1998)
- Surviving a Spiritual Mismatch in Marriage (2002)
- Experiencing the Passion of Jesus, with Garry Poole, Zondervan (2004)
- Discussing the Da Vinci Code: Exploring the Issues Raised by the Book and Movie (2006)
- The Unexpected Adventure: Taking Everyday Risks to Talk with People about Jesus, Zondervan (2009)
- The Ambition: A Novel (Fiction Work), Zondervan (2011)
- Today's Moment of Truth: Devotions to Deepen Your Faith in Christ, Zondervan (2016)

### Libri della serie "The Case for..."
- The Case for Christ: A Journalist's Personal Investigation of the Evidence for Jesus, Zondervan (1998),
- The Case for Faith: A Journalist Investigates the Toughest Objections to Christianity, Zondervan (2000)
- The Case for a Creator: A Journalist Investigates Scientific Evidence That Points Toward God, Zondervan (2004)
- The Case for Easter: Journalist Investigates the Evidence for the Resurrection, Zondervan (2004)
- The Case for Christmas: A Journalist Investigates the Identity of the Child in the Manger, Zondervan (2005)
- The Case for the Real Jesus: A Journalist Investigates Current Attacks on the Identity of Christ, Zondervan (2007)
- The Case for Christianity Answer Book, Zondervan (2014)
- The Case for Hope: Looking Ahead with Confidence and Courage,  Zondervan (2015)
- The Case for Grace: A Journalist Explores the Evidence of Transformed Lives, Zondervan (2015)
- In Defense of Jesus: Investigating Attacks on the Identity of Christ (2016)
- The Case for Miracles: A Journalist Investigates Evidence for the Supernatural (2018)

### Libri apologetici per ragazzi
- The Case for Faith for Kids, Zonderkidz (2006)
- The Case for Christ for Kids, Zonderkidz (2006)
- A Case for a Creator for Kids, Zonderkidz (2006)
- Off My Case for Kids: 12 Stories to Help You Defend Your Faith, Zonderkidz (2006)